# كريس تايلور (كاتب)
كريس تايلور (بالإنجليزية: Chris Taylor)‏ هو كاتب وكاتب سيناريو أسترالي، ولد في 15 يوليو 1973.

## وصلات خارجية
- كريس تايلور على موقع IMDb (الإنجليزية)
- كريس تايلور على موقع قاعدة بيانات الفيلم (الإنجليزية)